# Museo Etnográfico Usatxi de Pipaón
El Museo Etnográfico Usatxi de Pipaón es un museo ubicado en la localidad española de Pipaón, en Álava, que exhibe objetos y utensilios que permiten conocer cómo era la vida cotidiana de las personas que vivían en las zonas rurales a finales del siglo XIX y principios del siglo XX.

## El museo
El museo, gestionado por la Asociación Cultural Usatxi, surgió por iniciativa de la historiadora y etnógrafa Pilar Alonso Ibáñez, tras muchos años recogiendo materiales diversos fruto de su curiosidad etnográfica. Todos los materiales que contiene el museo han sido donados por los habitantes de la villa.
Ocupa una casa del pueblo que en su origen perteneció a la familia Ruiz de Samaniego, cuyo escudo blasona la fachada, y en la misma se reconstruye la forma de vida tradicional de los pueblos de la zona.
Se trata de una casa de tres plantas con la distribución tradicional en las zonas rurales: cuadras en la planta baja, vivienda en la primera planta y desván en la planta superior. Siguiendo esa distribución, las tres plantas del museo recogen respectivamente cómo eran el trabajo, la vida cotidiana y las costumbres.
La planta baja, dedicada al trabajo, muestra diversos aperos y utensilios de uso cotidiano en la época. La planta primera acoge aspectos de la vida cotidiana y doméstica, así como trajes típicos de la época. Y la planta superior está dedicada a mostrar las costumbres que constituían una parte importante de esta sociedad, como son los juegos, fiestas y ritos.

## Jornadas de Etnografía Viva
El último sábado de agosto se llevan a cabo las Jornadas de Etnografía Viva para mostrar cómo eran la vida y las costumbres a comienzos del siglo XX. Durante la jornada, los vecinos y vecinas de la villa, ataviados con trajes de la época, realizan diversos trabajos tradicionales de la vida rural como la siega, la colada en el lavadero, la elaboración de carbón en las carboneras o la elaboración del pan.